# Alireza Farshi
Alireza Farshi (Shahrestān di Marand, 17 ottobre 1978) è un informatico e attivista iraniano, arrestato dalle autorità iraniane per aver partecipato alla Giornata internazionale della lingua madre a Teheran il 21 febbraio 2014.

## Biografia
Il motivo del suo arresto sembra ricondurre al suo attivismo per difendere la comunità e la lingua azera.
Condannato inizialmente a 15 anni di carcere (poi ridotti a 4) per "propaganda contro lo Stato" (in un processo giudicato imparziale e "dalla durata di 5 minuti" da Amnesty International), in seguitò dovrà anche trascorrere due anni in esilio a Baghmalek.